# Nuit magique (film)
Pour plus de détails, voir Fiche technique et Distribution.
Nuit magique (O Beautiful Night) est une tragi-comédie allemande de 2019 écrite et réalisée par Xaver Böhm. Le film a été présenté pour la première fois le 12 février 2019 de la soixante-neuvième Berlinale puis est sorti dans les cinémas allemands le 20 juin 2019.

## Synopsis
Juri est un jeune homme hypocondriaque. Lorsqu'il est poursuivi en rêve par un corbeau qui menace de lui dévorer le cœur directement dans la poitrine, il commence à faire de la tachycardie et se diagnostique un infarctus d'après les informations trouvées sur la Toile. Le mystérieux oiseau le fait se jeter entre les griffes d'un homme encore plus mystérieux qui se présente comme étant la Mort et accompagne Juri dans son rocambolesque dernier tour du Berlin nocturne.

## Fiche technique
- Titre français : Nuit magique
- Titre original : O Beautiful Night
- Titre de travail : Doch wir lächeln zurück
- Réalisation : Xaver Böhm
- Scénario : Ariana Berndl et Xaver Böhm
- Caméra : Jieun Yi
- Montage : Florian Miosge
- Musique : Paul Eisenach
- Production : Maren Ade, Jonas Dornbach et Janine Jackowski
- Sociétés de production : Komplizen Film GmbH et ZDF – Das kleine Fernsehspiel
- Société de distribution :
- Pays d'origine :  Allemagne
- Langue originale : allemand, coréen, russe
- Format : couleur
- Genre : Comédie noire
- Durée : 86 minutes
- Date de sortie :
  - Allemagne : 20 juin 2019

## Distinctions

### Récompenses
Nuit magique a été inclus en janvier 2020 dans la présélection pour la Berlinale. Dans les catégories suivantes :
- Deutscher Filmpreis 2020
  - Nomination pour la meilleure caméra (Beste Kamera) (Jieun Yi)
- Imagine Film Festival 2019
  - Récompense pour le meilleur film – Méliès d'Argent (Xaver Böhm)
- Preis der deutschen Filmkritik 2019
  - Nomination pour la meilleure musique (Beste Musik) (Paul Eisenach et Xaver Böhm)[2]